# ثنائي يورانات الصوديوم
ثنائي يورانات الصوديوم مركب كيميائي له الصيغة Na2U2O7، ويكون على شكل بلورات صفراء، كما يدعى باسم أكسيد اليورانيوم الأصفر.

## الخواص
- يوجد المركب على شكل سداسي هيدرات Na2U2O7.6H2O .
- انحلالية مركب ثنائي يورانات الصوديوم ضعيفة في الماء.

## التحضير
كان يحصل عليه سابقاً كناتج ثانوي من معالجة معدن اليورانينيت بكل من حمضي النتريك والكبريتيك حيث تتشكل كبريتات اليورانيل، ثم بإضافة هيدروكسيد الصوديوم إلى المزيج حيث نحصل على ثنائي يورانات الصوديوم.

## الاستخدامات
- كان يستخدم سابقاً لتحضير زجاج اليورانيوم [3]